# Czesław Filonowicz
Czesław Filonowicz (ur. 4 listopada 1929 w miejscowości Stacja Ostrołęka, zm. 19 maja 1999 w Warszawie) – pułkownik pilot Sił Zbrojnych Polskiej Rzeczypospolitej Ludowej, pilot myśliwski Wojsk Obrony Powietrznej Kraju, dowódca 3 pułku lotnictwa myśliwskiego OPK (1961–1964), dowódca 4 Pomorskiej Dywizji Lotnictwa Myśliwskiego w Malborku (1972–1977).

## Życiorys
Po wojnie ukończył we Wrocławiu Gimnazjum Elektryczne, a we wrześniu 1950 rozpoczął naukę w Oficerskiej Szkole Lotniczej w Dęblinie, którą ukończył w lipcu 1951 uzyskując stopień chorążego. Po promocji pozostał w Oficerskiej Szkole Lotniczej, gdzie do 1953 roku był pilotem-instruktorem. W latach 1953–1956 studiował w Wojskowej Akademii Lotniczej w Monino w ZSRR. Po ukończeniu uczelni był nawigatorem eskadry w 3 pułku lotnictwa myśliwskiego. Od marca 1958 był nawigatorem pułku – pomocnikiem dowódcy 45 pułku lotnictwa myśliwskiego w Babimoście, od kwietnia 1959 roku pomocnikiem do spraw pilotowania dowódcy 62 pułku lotnictwa myśliwskiego OPL w Poznaniu. 
Od stycznia 1961 do grudnia 1964 był dowódcą 3 pułk lotnictwa myśliwskiego OPK we Wrocławiu. W latach 1964–1967 był starszym inspektorem Lotnictwa Myśliwskiego w Szefostwie Lotnictwa 3 Korpusu Obrony Powietrznej Kraju we Wrocławiu. Od czerwca 1967 był zastępcą szefa Lotnictwa 3 Korpusu, a od października 1967 pomocnikiem dowódcy korpusu do spraw obrony obiektu. W latach 1969–1972 był kolejno szefem Wydziału Zastosowania Bojowego i szefem Wydziału Doskonalenia Taktyczno-Bojowego w Oddziale Szkolenia Lotniczego Szefostwa Lotnictwa w Dowództwie Wojsk Obrony Powietrznej Kraju w Warszawie.
14 listopada 1972 zaczął pełnić obowiązki dowódcy, a 7 listopada 1973 został dowódcą 4 Pomorskiej Dywizji Lotnictwa Myśliwskiego w Malborku. W 1975 ukończył Wyższy Akademicki Kurs w Wojskowej Akademii Sztabu Generalnego Sił Zbrojnych ZSRR im. marszałka Klimenta Woroszyłowa w Moskwie. Po przekazaniu obowiązków dowódcy dywizji służył jako starszy inspektor w Oddziale Szkolenia Lotniczego Szefostwa Wojsk Lotniczych WOPK, a w latach 1979-1982 był szefem Wojsk Lotniczych w 1 Korpusie Obrony Powietrznej Kraju. Od 1982 był naczelnikiem Wydziału w Centralnym Zarządzie Lotnictwa Cywilnego, a od 1984 w Głównym Inspektoracie Lotnictwa Cywilnego w Warszawie. W stan spoczynku odszedł 11 stycznia 1990 roku.
Pilot wojskowy pierwszej klasy z nalotem ogólnym ponad 2000 godzin. 19 maja 1999 zginął w wypadku drogowym na ulicach Warszawy.

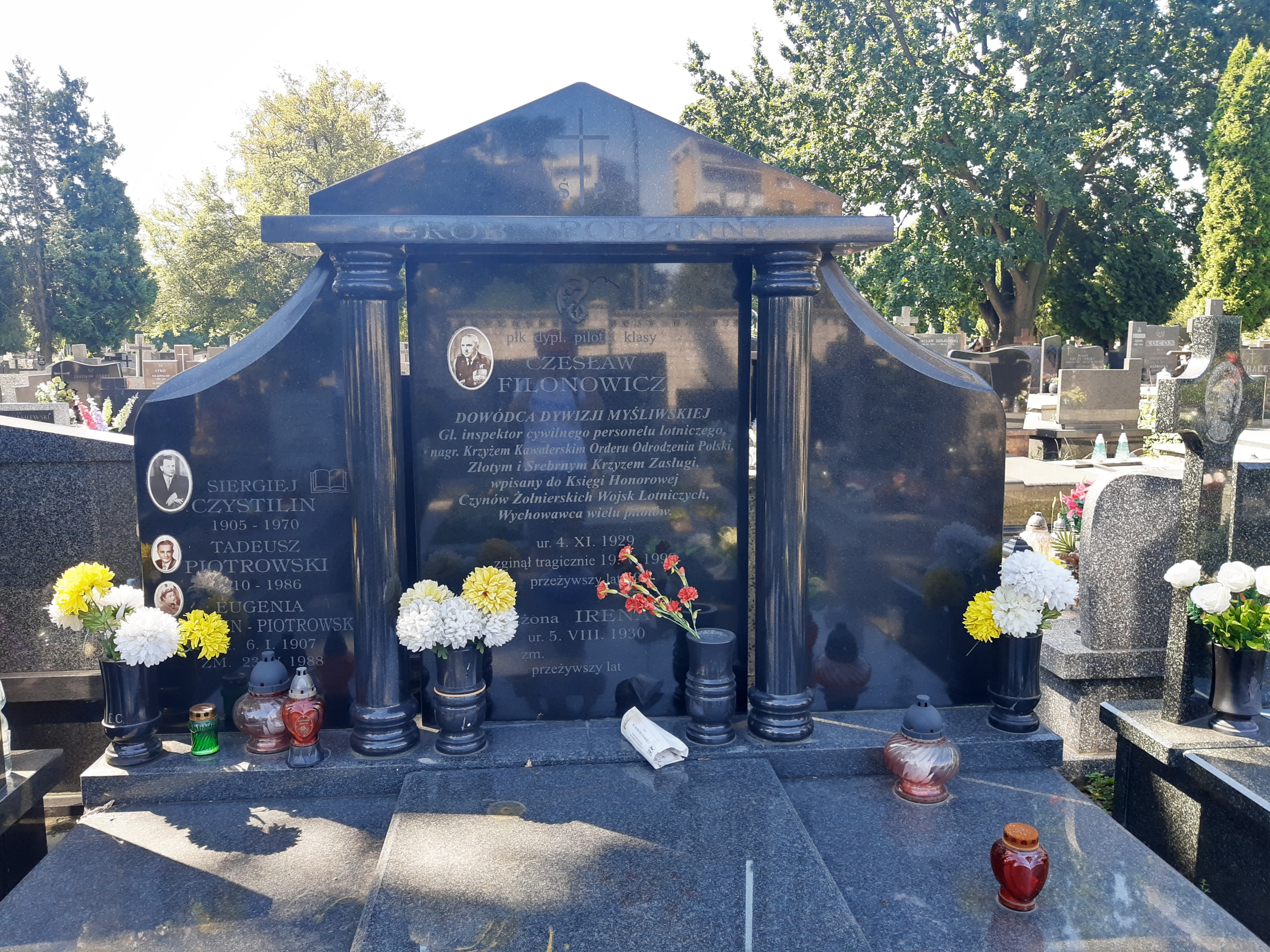
Grób płka Czesława Filonowicza na cmentarzu Wawrzyszewskim

## Odznaczenia
- Krzyż Kawalerski Orderu Odrodzenia Polski (1970)
- Złoty Krzyż Zasługi (1963)
- Złoty Medal „Siły Zbrojne w Służbie Ojczyzny”
- Srebrny Medal „Siły Zbrojne w Służbie Ojczyzny”
- Brązowy Medal „Siły Zbrojne w Służbie Ojczyzny”
- Złoty Medal „Za zasługi dla obronności kraju”
- Srebrny Medal „Za zasługi dla obronności kraju”
- Brązowy Medal „Za zasługi dla obronności kraju”
- Medal "Zasłużonemu dla Lotnictwa" (1976)[1]
- inne medale i odznaczenia

## Źródła
- Józef Zieliński: Dowódcy pułków lotnictwa polskiego 1921-2012. Warszawa: Bellona, 2015, s. 109-110. ISBN 978-83-11-13990-9. OCLC 924867180.